# A World Apart
A World Apart é um filme produzido no Reino Unido e lançado em 1988, sob a direção de Chris Menges.